# Moncton Golden Flames
Moncton Golden Flames byl profesionální kanadský klub ledního hokeje, který sídlil v Monctonu v provincii Nový Brunšvik. V letech 1982–1987 působil v profesionální soutěži American Hockey League. Golden Flames ve své poslední sezóně v AHL skončily ve čtvrtfinále play-off. Své domácí zápasy odehrával v hale Moncton Coliseum s kapacitou 6 544 diváků. Klubové barvy byly oranžová a bílá.
Klub byl během své existence farmami celků NHL. Jmenovitě se jedná o Edmonton Oilers, Calgary Flames a Boston Bruins.

## Historické názvy
Zdroj: 
- 1982 – Moncton Alpines
- 1984 – Moncton Golden Flames

## Umístění v jednotlivých sezonách
Stručný přehled
Zdroj: 
- 1982–1987: American Hockey League (Severní divize)

Jednotlivé ročníky
Zdroj: 
Legenda: Z - zápasy, V - výhry, VP - výhry v prodloužení, R - remízy, P - porážky, PP - porážky v prodloužení, VG - vstřelené góly, OG - obdržené góly, +/- - rozdíl skóre, B - body, fialové podbarvení - reorganizace, změna skupiny či soutěže
| USA / Kanada (1982 – 1987) |                      |        |    |    |    |    |    |    |     |     |     |    |        |             |
| Sezóny                     | Liga                 | Úroveň | Z  | V  | VP | R  | PP | P  | VG  | OG  | +/- | B  | Pozice | Play-off    |
| 1982/83                    | AHL (Severní divize) | 2      | 80 | 34 | –  | 7  | –  | 39 | 304 | 315 | -11 | 75 | 5.     | –           |
| 1983/84                    | AHL (Severní divize) | 2      | 80 | 32 | –  | 8  | –  | 40 | 251 | 278 | -27 | 72 | 5.     | –           |
| 1984/85                    | AHL (Severní divize) | 2      | 80 | 32 | –  | 8  | –  | 40 | 291 | 300 | -9  | 72 | 6.     | –           |
| 1985/86                    | AHL (Severní divize) | 2      | 80 | 34 | –  | 12 | –  | 34 | 294 | 307 | -13 | 80 | 3.     | Semifinále  |
| 1986/87                    | AHL (Severní divize) | 2      | 80 | 43 | –  | 6  | –  | 31 | 338 | 315 | +23 | 92 | 3.     | Čtvrtfinále |